# (1104) Syringa
(1104) Syringa – planetoida z pasa głównego asteroid okrążająca Słońce w ciągu 4 lat i 96 dni w średniej odległości 2,63 au. Została odkryta 9 grudnia 1928 roku w Landessternwarte Heidelberg-Königstuhl w Heidelbergu przez Karla Reinmutha. Nazwa planetoidy pochodzi od łacińskiej nazwy lilaka, rośliny z rodziny oliwkowatych. Przed nadaniem nazwy planetoida nosiła oznaczenie tymczasowe (1104) 1928 XA.